# Campus Jette
De Campus Jette of Brussels health campus is een van de campussen van de Vrije Universiteit Brussel (VUB) in België. De campus ligt in het noordwesten van het Brussels Hoofdstedelijk Gewest in het westen van de gemeente Jette aan de Laarbeeklaan 103.
Ten westen van de campus ligt het Laarbeekbos, ten zuiden het beekdal van de Molenbeek-Pontbeek, ten zuidoosten het Poelbos en ten oosten ligt een woonwijk.
Op het terrein van de campus bevindt zich een vestiging van de Erasmushogeschool Brussel en het Universitair Ziekenhuis Brussel. Op de campus is de faculteit Geneeskunde en Farmacie gevestigd.

## Geschiedenis
In 1971 werd begonnen met de bouw van AZ Jette. In 1977 verzorgde men in het ziekenhuis de eerste patiënten.
In 1984 werd het oncologisch centrum geopend.
In 1985 werd het Kinderziekenhuis Jette geopend.
In 2007 werd AZ Jette hernoemd naar UZ Brussel.